# Ul'beja
La Ul'beja (in russo Ульбея?) è un fiume della Russia siberiana orientale (Territorio di Chabarovsk), tributario del mare di Ochotsk.
Nasce dal versante meridionale della catena montuosa dei Suntar-Chajata, nell'estrema sezione nordorientale del Territorio di Chabarovsk; scorre con direzione mediamente meridionale su tutto il percorso drenando una valle parallela a quelle del Kuchtuj e della Inja; sfocia dopo circa 400 chilometri di corso nel mare di Ochotsk.
La Ul'beja non incontra alcun centro urbano di qualche rilevanza; è gelata, mediamente, da fine ottobre/primi di novembre a maggio inoltrato.